# Premi Goya 1995
La cerimonia di premiazione della 9ª edizione dei Premi Goya si è svolta il 21 gennaio 1995 al Palacio de Congresos di Madrid.
Días contados di Imanol Uribe ha vinto otto premi su diciannove candidature.

## Vincitori e candidati
I vincitori sono indicati in grassetto, a seguire gli altri candidati.

### Miglior film
- Días contados, regia di Imanol Uribe
- Canción de cuna, regia di José Luis Garci
- La passione turca (La pasión turca), regia di Vicente Aranda

### Miglior regista
- Imanol Uribe - Días contados
- José Luis Garci - Canción de cuna
- Vicente Aranda - La passione turca (La pasión turca)

### Miglior attore protagonista
- Carmelo Gómez - Días contados
- Alfredo Landa - Canción de cuna
- Gabino Diego - I peggiori anni della nostra vita (Los peores años de nuestra vida)

### Migliore attrice protagonista
- Cristina Marcos - Todos los hombres sois iguales
- Ruth Gabriel - Días contados
- Ana Belén - La passione turca (La pasión turca)

### Miglior attore non protagonista
- Javier Bardem - Días contados
- Óscar Ladoire - Allegro ma non troppo (Alegre ma non troppo)
- Agustín González - I peggiori anni della nostra vita (Los peores años de nuestra vida)

### Migliore attrice non protagonista
- María Luisa Ponte - Canción de cuna
- Candela Peña - Días contados
- Silvia Munt - La passione turca (La pasión turca)

### Miglior attore rivelazione
- Saturnino García - Giustino, un assassino della terza età (Justino, un asesino de la tercera edad)
- Pepón Nieto - Días contados
- Coque Malla - Tutto è bugia (Todo es mentira)

### Migliore attrice rivelazione
- Ruth Gabriel - Días contados
- Candela Peña - Días contados
- Elvira Mínguez - Días contados

### Miglior regista esordiente
- Santiago Aguilar e Luis Guridi - Giustino, un assassino della terza età (Justino, un asesino de la tercera edad)
- Héctor Carré - Dame lume
- Álvaro Fernández Armero - Tutto è bugia (Todo es mentira)

### Miglior sceneggiatura originale
- Joaquín Oristrel, Yolanda García Serrano, Juan Luis Iborra e Manuel Gómez Pereira - Todos los hombres sois iguales
- Gonzalo Suárez - Il detective e la morte (El detective y la muerte)
- David Trueba - I peggiori anni della nostra vita (Los peores años de nuestra vida)

### Miglior sceneggiatura non originale
- Imanol Uribe - Días contados
- José Luis Garci e Horacio Valcárcel - Canción de cuna
- Vicente Aranda - La passione turca (La pasión turca)

### Miglior produzione
- José Luis Escolar - La passione turca (La pasión turca)
- José Luis García Arrojo - Il detective e la morte (El detective y la muerte)
- Andrés Santana - Días contados

### Miglior fotografia
- Manuel Rojas - Canción de cuna
- Javier Aguirresarobe - Días contados
- José Luis Alcaine - La passione turca (La pasión turca)

### Miglior montaggio
- Teresa Font - Días contados
- Miguel González Sinde - Canción de cuna
- José Salcedo - Il detective e la morte (El detective y la muerte)

### Miglior colonna sonora
- José Nieto - La passione turca (La pasión turca)
- Manuel Balboa - Canción de cuna
- Suso Sáiz - Il detective e la morte (El detective y la muerte)

### Miglior scenografia
- Gil Parrondo - Canción de cuna
- Félix Murcia - Días contados
- Josep Rosell - La passione turca (La pasión turca)

### Migliori costumi
- Yvonne Blake - Canción de cuna
- Helena Sanchís - Días contados
- Nereida Bonmati - La passione turca (La pasión turca)

### Miglior trucco e acconciatura
- José Antonio Sánchez e Paquita Núñez - Canción de cuna
- Romana González e Josefa Morales - Días contados
- Juan Pedro Hernández e Manolo Carrerero - La passione turca (La pasión turca)

### Miglior sonoro
- Gilles Ortión, José Antonio Bermúdez, Carlos Garrido e Polo González Aledo - I peggiori anni della nostra vita (Los peores años de nuestra vida)
- Gilles Ortión e John Hayward - Días contados
- Gilles Ortión e Ricard Casals - La passione turca (La pasión turca)

### Migliori effetti speciali
- Reyes Abades - Días contados
- Michael Kirton - Bivio per il paradiso (Desvío al paraíso)
- Miroslaw Marchwinski - Il detective e la morte (El detective y la muerte)

### Miglior film d'animazione
- Il ritorno del vento del nord (El regreso del viento del norte), regia di Maite Ruiz de Austri

### Miglior film europeo
- The Snapper, regia di Stephen Frears
- Quel che resta del giorno (The Remains of the Day), regia di James Ivory
- Piovono pietre (Raining Stones), regia di Ken Loach

### Miglior film straniero in lingua spagnola
- Fragola e cioccolato (Fresa y chocolate), regia di Tomás Gutiérrez Alea e Juan Carlos Tabío
- La strategia della lumaca (La estrategia del caracol), regia di Sergio Cabrera
- Sin compasión, regia di Francisco J. Lombardi

### Miglior cortometraggio di finzione
- Aquel ritmillo, regia di Javier Fesser
- Sangre ciega, regia di Angeles Albaladejo e Miguel Albaladejo
- Se paga al acto, regia di Teresa Marcos

### Miglior cortometraggio d'animazione
- El sueño de Adán, regia di Mercedes Gaspar
- Arturo Gámez (Cuerpos en tránsito), regia di Miguel Navarro

### Premio Goya alla carriera
- José María Forqué